# Sorrento (traghetto)
Sorrento è stata una nave traghetto di proprietà del Gruppo Grimaldi e costruita nel 2003 nei cantieri navali Visentini.

## Servizio

### Incendio del 2015
Durante la tratta Palma di Maiorca - Valencia, il 28 aprile 2015 la nave, a circa 20 miglia dal capoluogo delle Baleari, è andata distrutta in un incendio: a bordo vi erano 205 (di cui 45 membri d'equipaggio e 160 passeggeri), tutti evacuati dalla nave e trasportati a terra da una nave della Tirrenia, la Puglia. Il bilancio è di tre intossicati e danni irreversibili per la motonave.

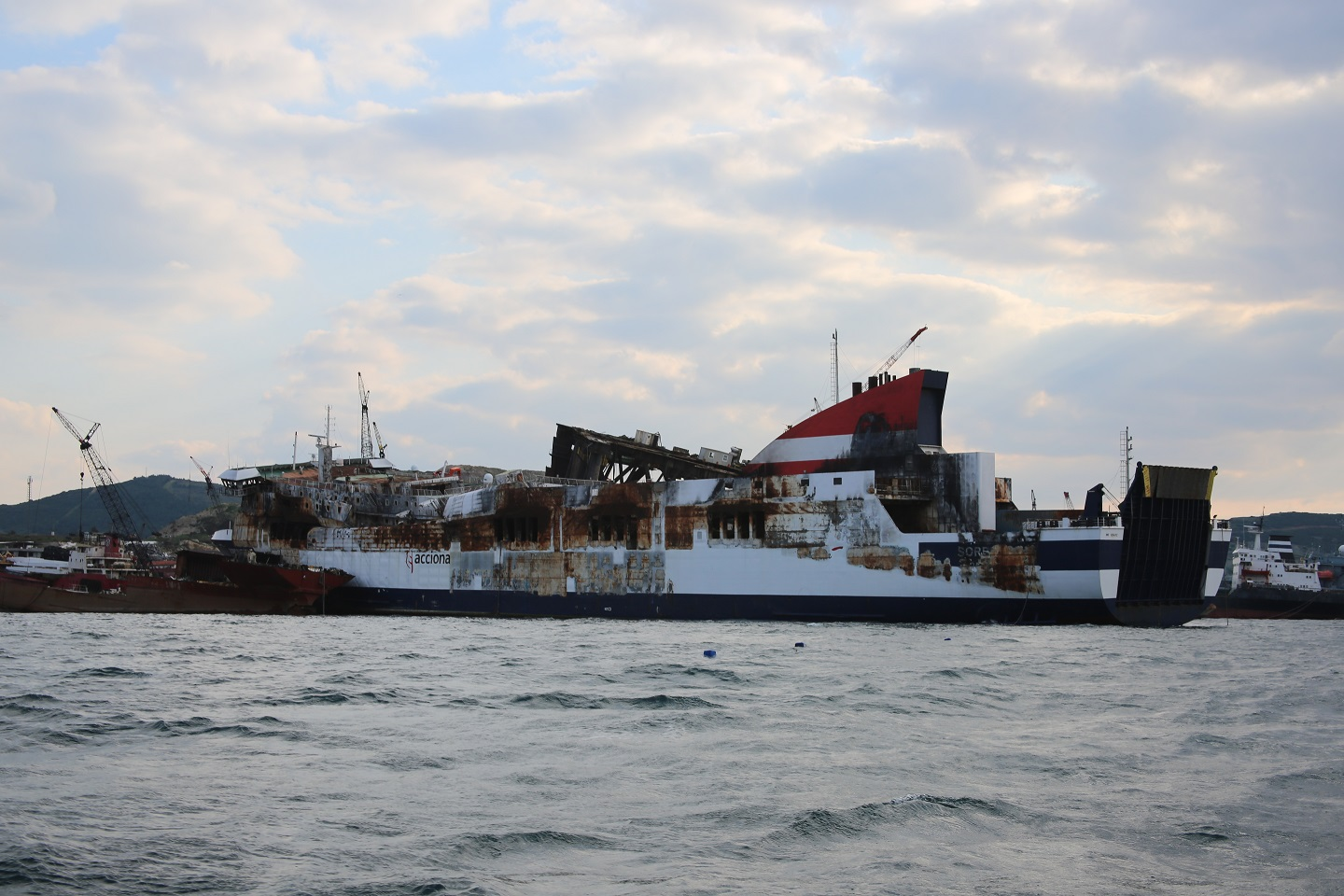
La Sorrento sulle spiagge di Aliağa nel 2016.

## Navi gemelle
- Florencia (ex Golfo Aranci[3])
- Venezia (ex Golfo degli Angeli[3][4], poi Maria Grazia On., poi Albayzín)
- Catania (ex Eurostar Salerno[5])